# Flugplatz Shamattawa

i7
i11
i13
Flugplatz Shamattawa, englisch Shamattawa Airport, ist ein Flugplatz in Shamattawa, Manitoba, Kanada. Der IATA-Flughafencode lautet ZTM, der ICAO-Flugplatzcode CZTM. Der Flughafen verfügt über eine 1221 Meter lange und 27 Meter breite Start- und Landebahn in Nord-Süd-Richtung. Zwischen 2006 und 2010 wurden knapp 3000 Bewegungen jährlich gezählt.

## Zwischenfälle
- Am 31. Oktober 1982 geriet an einer Curtiss C-46 Super C Commando der kanadischen Ilford Riverton Airways (Luftfahrzeugkennzeichen C-GIXZ) das rechte Hauptfahrwerk beim Rollen zum Vorfeld auf dem Flugplatz Shamattawa in den parallel zur Landebahn verlaufenden Graben und Durchlass. Dabei rissen die Hauptfahrwerksbefestigungen vom Holm ab. Das Flugzeug wurde irreparabel beschädigt. Beide Piloten, die einzigen Insassen auf dem Frachtflug, überlebten den Unfall.[3]